# Jonathan Fischer
Jonathan Fischer, né le 9 novembre 2001 au Danemark, est un footballeur danois. Il évolue au poste de gardien de but au FC Metz.

## Biographie

### En club

#### AB Copenhague (2019 - 2022)
Né au Danemark, Jonathan Fischer est formé par l'AB Copenhague. Il joue son premier match avec ce club, le 22 mai 2019, lors d'une rencontre de championnat contre le B 93 Copenhague. Il est titularisé et son équipe est battue par un but à zéro.

#### Hobro IK (2022 - 2023)
Le 27 juin 2022, Jonathan Fischer quitte son club formateur où il jouait depuis les moins de 13 ans et signe en faveur du Hobro IK pour un contrat courant jusqu'en juin 2025.
Il joue son premier match pour le club le 2 août 2022, lors d'une rencontre de Coupe du Danemark face au Vejgaard Boldspilklub. Il est titularisé et son équipe s'impose après prolongations (0-2 score final).

#### Fredrikstad FK (2024 - 2025)
Le 10 janvier 2024, Jonathan Fischer rejoint le Fredrikstad FK, tout juste promu en première division norvégienne. Il signe un contrat de cinq ans, le liant au club jusqu'en décembre 2028.
Fischer est titularisé le 7 décembre 2024, lors de la finale de la Coupe de Norvège disputée par son équipe face au Molde FK. Il obtient son premier trophée, le Fredrikstad FK sortant vainqueur de ce match après une séance de tirs au but. Le club remporte ainsi la douzième Coupe de Norvège de son histoire,.

#### FC Metz (depuis 2025)
Le 29 juillet 2025, le joueur s’engage avec le club lorrain du FC Metz, tout juste promu en Ligue 1. Il signe un contrat de quatre ans avec les Grenats, le liant ainsi au club jusqu’en 2029,.

### En sélection
Jonathan Fischer compte un total de deux sélections avec l'équipe du Danemark des moins de 19 ans, toutes obtenues en 2019.

## Palmarès
| Fredrikstad FK (1) :                      |
| ----------------------------------------- |
| - Coupe de Norvège (1) - Vainqueur : 2024 |

## Statistiques
| Saison                | Club                  | Championnat           | Championnat | Championnat | Coupe nationale | Coupe nationale | Coupe de la Ligue | Coupe de la Ligue | Barrages | Barrages | Total | Total |
| Saison                | Club                  | Division              | M.          | B.          | M.              | B.              | M.                | B.                | M.       | B.       | M.    | B.    |
| 2018-2019             | AB Copenhague         | 2.Division            | 1           | 0           | -               | -               | -                 | -                 | -        | -        | 1     | 0     |
| 2019-2020             | AB Copenhague         | 2.Division            | 18          | 0           | 3               | 0               | -                 | -                 | -        | -        | 21    | 0     |
| 2020-2021             | AB Copenhague         | 2.Division            | 25          | 0           | 2               | 0               | -                 | -                 | -        | -        | 27    | 0     |
| 2021-2022             | AB Copenhague         | 2.Division            | 29          | 0           | -               | -               | -                 | -                 | -        | -        | 29    | 0     |
| Sous-total            | Sous-total            | Sous-total            | 73          | 0           | 5               | 0               | -                 | -                 | -        | -        | 78    | 0     |
| 2022-2023             | Hobro IK              | 1.Division            | -           | -           | 3               | 0               | -                 | -                 | 1        | 0        | 4     | 0     |
| 2023-2024             | Hobro IK              | 1.Division            | 18          | 0           | 2               | 0               | -                 | -                 | -        | -        | 20    | 0     |
| Sous-total            | Sous-total            | Sous-total            | 18          | 0           | 5               | 0               | -                 | -                 | 1        | 0        | 24    | 0     |
| 2023-2024             | Fredrikstad FK        | Eliteserien           | 30          | 0           | 5               | 0               | -                 | -                 | -        | -        | 35    | 0     |
| 2024-2025             | Fredrikstad FK        | Eliteserien           | 17          | 0           | 1               | 0               | -                 | -                 | -        | -        | 18    | 0     |
| 2025-2026             | FC Metz               | Ligue 1               | 1           | 0           | -               | -               | -                 | -                 | -        | -        | 1     | 0     |
| Total sur la carrière | Total sur la carrière | Total sur la carrière | 139         | 0           | 16              | 0               | -                 | -                 | 1        | 0        | 156   | 0     |